# Daniel Zabala
Daniel Lucas Zabala (William Morris,17 de enero de 2003) es un futbolista argentino que juega como defensor en Huracán, de la Primera División de Argentina.

## Trayectoria

### Inicios
Comenzó a jugar en Ateneo Roca, club de formación en William Morris, lugar donde se crio desde temprana edad.

### River Plate
Se destacó como marcador central desde sus primeros pasos y comenzó las inferiores en River Plate, en 2016.
Su debut en el primer equipo se produjo en marzo del 2023, en un amistoso de pretemporada jugado en Salta contra la Universidad de Chiledonde ingresó a los 74 minutos por Emanuel Mammana. Al poco tiempo firmó su contrato profesional.
El 29 de marzo de 2024 hizo su debut oficial en la fecha 12 de la Copa de la Liga, en la derrota por 1 a 0, contra Huracán, jugando todo el encuentro. Luego del partido se dio a conocer la lista del equipo para la Copa Libertadores, de la que formó parte.

### Huracán
El 14 de enero de 2025 fue cedido a Huracán a préstamo por un año, con opción a la compra del 50 % de su pase.

## Estadísticas

### Clubes
Actualizado al partido disputado el 3 de mayo de 2025.
| Club | Div.          | Temporada     | Liga  | Liga  | Liga   | Copas nacionales (1) | Copas nacionales (1) | Copas nacionales (1) | Copas internacionales (2) | Copas internacionales (2) | Copas internacionales (2) | Total | Total | Total  |
| Club | Div.          | Temporada     | Part. | Goles | Asist. | Part.                | Goles                | Asist.               | Part.                     | Goles                     | Asist.                    | Part. | Goles | Asist. |
| --- | ------------- | ------------- | ----- | ----- | ------ | -------------------- | -------------------- | -------------------- | ------------------------- | ------------------------- | ------------------------- | ----- | ----- | ------ |
| River Plate Argentina | 1.ª           | 2024          | 3     | 0     | 0      | 2                    | 0                    | 0                    | 0                         | 0                         | 0                         | 5     | 0     | 0      |
| River Plate Argentina | Total club    | Total club    | 3     | 0     | 0      | 2                    | 0                    | 0                    | 0                         | 0                         | 0                         | 5     | 0     | 0      |
| Huracán Argentina | 1.ª           | 2025          | 2     | 0     | 0      | 1                    | 0                    | 0                    | Inexistentes              | Inexistentes              | Inexistentes              | 3     | 0     | 0      |
| Huracán Argentina | Total club    | Total club    | 2     | 0     | 0      | 1                    | 0                    | 0                    | 0                         | 0                         | 0                         | 3     | 0     | 0      |
| Total carrera | Total carrera | Total carrera | 5     | 0     | 0      | 3                    | 0                    | 0                    | 0                         | 0                         | 0                         | 8     | 0     | 0      |
| (1) Las copas nacionales se refiere a la Copa Argentina, a la Copa de la Liga Profesional y el Trofeo de Campeones. (2) Las copas internacionales se refiere a la Copa Libertadores y la Copa Sudamericana. |               |               |       |       |        |                      |                      |                      |                           |                           |                           |       |       |        |